# Karl von Dörnberg (Verwaltungsjurist, 1863)
Karl Albert Friedrich Hans Freiherr von Dörnberg (* 2. November 1863 in Siegen; † 26. Februar 1929 in Innsbruck) war ein deutscher Verwaltungsjurist und Landtagsabgeordneter in Hessen-Nassau.

## Leben
Karl von Dörnberg war Sohn von Albert von Dörnberg und dessen Frau Emilie geb. Poensgen (1836–1902), einer Schwester des Düsseldorfer Industriellen Carl Poensgen. Von Dörnberg vermählte sich 1903 mit Frieda Freiin von Massenbach (* 1875), mit der er die Tochter Gisela (* 1904) ⚭ 1933 Siegfried von Nostitz hatte.
Von Dörnberg studierte zunächst an der Eberhard Karls Universität Tübingen und der Universität Leipzig Rechtswissenschaft. 1883 wurde er im Corps Thuringia Leipzig aktiv. Als Inaktiver wechselte er an die Friedrich-Wilhelms-Universität zu Berlin und die Schlesische Friedrich-Wilhelms-Universität. 1885 absolvierte er in Breslau das juristische Referendarexamen.  Anschließend war er als Referendar im schlesischen Krappitz und in Königsberg tätig. Die Assessorprüfung legte er 1891 in Berlin ab. Im Jahre 1900 wurde er als Landrat des Kreises Gersfeld eingesetzt. Nach 12 Jahren wurde er am 5. Juli 1912 kommissarisch und am 6. Januar 1913 endgültig zum Landrat des Kreises Fulda ernannt. Ab 14. August 1912 war er zugleich Polizeidirektor von  Fulda. „Wegen der Umgestaltung des Staatswesens“ wurde er am 1. Mai 1921 in den Ruhestand versetzt. 
1904–1913 und 1917–1919 saß von Dörnberg im Provinziallandtag der preußischen Provinz Hessen-Nassau. Dort war er Mitglied des Eingabeausschusses und des Hauptausschusses.